# Listopad 2003

## 6 listopada2003
- Prezydent Aleksander Kwaśniewski odmówił stawienia się przed sejmową komisją śledczą badającą aferę Rywina.
- W polskiej strefie w Iraku zginął pierwszy polski żołnierz, major Hieronim Kupczyk.

## 14 listopada2003
- Sejm nie wybrał na wicemarszałka zgłoszonego przez trzy kluby opozycyjne Kazimierza Ujazdowskiego, ani Marka Kotlinowskiego (LPR). Miejsce po zdymisjonowanym 29 listopada 2001 Andrzeju Lepperze pozostało puste.

## 23 listopada2003
- Ustąpienie prezydenta Gruzji Edwarda Szewardnadze w wyniku masowych wystąpień zwanych rewolucją róż.

## 24 listopada2003
- Naczelny Sąd Administracyjny orzekł, że  Roman Kluska nie musi zapłacić podatku VAT, czego domagała się izba skarbowa.

## 27 listopada2003
- Aleksander Bentkowski (PSL), adwokat, minister sprawiedliwości w rządzie Tadeusza Mazowieckiego, został po raz kolejny oczyszczony z zarzutu kłamstwa lustracyjnego.